# Patrick Bjorkstrand
Patrick Bjorkstrand, född 1 juli 1992 i Herning, är en dansk professionell ishockeyspelare som spelar för KHL Medveščak Zagreb i KHL. Bjorkstrand har representerat Danmarks ishockeylandslag i tre VM. 
Han är bror till NHL-spelaren Oliver Bjorkstrand som spelar för Columbus Blue Jackets.

## Klubbar
- Herning Blue Fox Moderklubb–2012
- Mora IK 2012–2013
- KHL Medveščak Zagreb 2013–2015, 2015–
- SaiPa 2015